# Parhydraena ancylis
Parhydraena ancylis är en skalbaggsart som beskrevs av Perkins 2009. Parhydraena ancylis ingår i släktet Parhydraena och familjen vattenbrynsbaggar. Inga underarter finns listade i Catalogue of Life.